# Gösta Thorstorp
Karl Gösta Thorstorp (ursprungligen Johansson, 30 mars 1918 - 13 april 2021) i Fredsbergs socken, Skaraborgs län, var en svensk dekoratör, målare och tecknare.
Han var son till byggnadsingenjören Johan August Johansson och Ester Sofia Johansson. Thorstorp arbetade som dekoratör för flera olika företag och var vid sidan av sitt arbete verksam som konstnär. Han studerade vid NKI-skolan och bedrev självstudier under resor till bland annat Frankrike, Danmark och Färöarna. Separat ställde han ut i bland annat Arboga och Töreboda samt medverkade i samlingsutställningar med olika konstföreningar. Hans konst består av figurer och landskapsskildringar utförda i olja eller pastell.